# Alex Muralha
Pour les articles homonymes, voir Alex.
Alex Roberto Santana Rafael, plus communément appelé Alex Muralha, est un footballeur brésilien né le 10 novembre 1989 à Três Corações. Il évolue au poste de gardien de but.

## Biographie
Alex Muralha joue 12 matchs dans le championnat du Japon avec le club du Shonan Bellmare.
Il participe à la Copa Libertadores et à la Copa Sudamericana avec l'équipe de Flamengo.

## Palmarès
- Vainqueur du Campeonato Catarinense en 2015 avec Figueirense
- Vainqueur du Campeonato Carioca en 2017 avec Falemengo